# إسحاق كاردوسو
إسحاق كاردوسو (بالإسبانية: Isaac Cardoso؛ بالبرتغالية: Isaac Cardoso) هو طبيب وفيلسوف وكاتب برتغالي وإسباني، ولد في 1604 في Celorico ‏، وتوفي في 1683 في فيرونا في إيطاليا.